# Ibanag
L’ibanag (ou Ybanag ou Ibanak) est une langue parlée par un demi-million de locuteurs par les Ibanag, dans les provinces du nord-est d'Isabela et de Cagayan, au nord de Luçon. La plupart des locuteurs parlent également l'ilocano. Le mot ibanag dérive du mot bannag (rivière) (en raison du Cagayan).